# O’Sullivan Dam
Der O’Sullivan Dam (National ID # WA00268) ist mit einer Höhe von 61 Metern und einer Länge von 5.791 Metern einer der größten Erd-Staudämme in den Vereinigten Staaten; er staut den Crab Creek im Grant County im US-Bundesstaat Washington, etwa 45 km südlich von Ephrata und 25 km südlich des Moses Lake.
Das 113 km² große Potholes Reservoir, das durch den Damm aufgestaut wird, sammelt den Rückfluss aller Bewässerungseinrichtungen im oberen (nördlichen) Teil des Columbia Basin Project, um sie im südlichen Teil weiter verwenden zu können. Sowohl am West als auch am East Low Canal wurde ein Graben-System gebaut, um eine gewisse Betriebssicherheit für die Kanäle zu schaffen sowie ein Mittel zum Transport natürlichen Wassers und der Rücklaufmengen in das Potholes Reservoir.

## Einzelnachweis
1. ↑  Bureau of Reclamation: Columbia Basin Project, Washington (Memento vom 6. Dezember 2008 im Internet Archive)